# Cómo cambia la vida
«Cómo cambia la vida» es el primer sencillo del cantante Sergio Rivero, ganador de Operación Triunfo 2005.

## El sencillo
El sencillo fue publicado el 21 de noviembre de 2005 sólo en España por Valemusic, subsidiaria de Sony BMG. Debutó en el Top 20 de las listas de ventas de España, llegando al #19.
A pesar de este dato, el disco Contigo, que fue publicado una semana después, llegó al #9, vendiendo más de 150 000 copias en total. El sencillo vendió unas 26 000 copias en total, siendo considerado un fracaso para ser su sencillo-debut, a pesar de ser su mejor posición con un sencillo hasta la fecha (2007).

## Lista de canciones
1. «Cómo cambia la vida [Radio Edit]»
2. «No puedo dejar de amarte»

## Posiciones en las listas
| Listas (2005)         | Posición |
| --------------------- | -------- |
| Cadena 100            | 7        |
| Spanish Singles Chart | 19       |
| Los 40 Principales    | 84       |

## Trayectoria en las listas
| Posición | 20 | 24 | 19 | 37 | 80 | 67 | 108 | Out |

- Datos: Q5796877